# Nord-Est tunisien
Le Nord-Est tunisien (arabe : الشمال الشرقي) est l'une des six régions économiques et géographiques de la Tunisie.

## Géographie
La région Nord-Est regroupe administrativement sept gouvernorats, ceux de Tunis, de l'Ariana, de La Manouba,  de Ben Arous, de Bizerte, de Nabeul et de Zaghouan.
| CG | Gouvernorat | Superficie (km2) | Population (2014) |
| -- | ----------- | ---------------- | ----------------- |
| 11 | Tunis       | 346              | 1 056 247         |
| 12 | L'Ariana    | 482              | 576 088           |
| 13 | Ben Arous   | 761              | 631 842           |
| 14 | Manouba     | 1 137            | 379 518           |
| 15 | Nabeul      | 2 788            | 787 920           |
| 16 | Zaghouan    | 2 768            | 176 945           |
| 17 | Bizerte     | 3 750            | 568 219           |